# Gerő Viktor
Gerő Viktor (1888-ig Grosz Jakab Viktor)(Székesfehérvár, 1851. szeptember 4. – Budapest, Józsefváros, 1900. március 16.) középiskolai tanár.

## Élete
Grosz József kereskedő és Schvarcz Éva fiaként született. Középiskolai tanulmányait szülővárosában és Pesten, a katolikus gimnáziumban, a jogot pedig Eperjesen végezte. 1873-ban mint egyéves önkéntes szolgált a 69. (Jelasich) gyalogezredben. 1876-ban a bölcsészeti pályára lépett Budapesten; történelem–földrajz szakos középiskolai tanári oklevelet szerzett. 1880-tól a Röser-féle középkereskedelmi iskolánál működött. 1879-ben a Nemzeti Ujság tanügyi rovatvezetője, 1882–1883-ban a Szombati Ujság társszerkesztője volt, ahol főképp történelmi témájú cikkei jelentek meg. 1896-ban kinevezték a Budapesti V. Kerületi Állami Főreáliskola helyettes tanárává. Tagja volt az Országos Magyar Izraelita Tanítóegyesületnek. 1899 júliusáig feleségével és két gyermekével a Király utcában lakott, ahonnan Újpestre költöztek. 1900. március 8-án a Váci úti London Szállóban főbe lőtte magát, majd egy héttel később a Szent Rókus Kórházban belehalt sérüléseibe.
A Kozma utcai izraelita temetőben nyugszik.

## Családja
Felesége Gerő Ilona (1865–1933), Gerő Simon könyvelő és Tauszig Antónia lánya, akit 1884. november 9-én Pesten vett nőül.
Fia Gerő Andor (1890–1964) törvényszéki jegyző.

## Művei
- Hirlapirodalmunk az 1885. országos kiállításon (Budapest, 1885)
- Egy zsidó fiú története. Leopold Kompert után fordította. (két kötet, Székesfehérvár, 1886)
- Ghettotörténetek. Kompert után fordította. (Székesfehérvár, 1887)
- Legújabb általános magyar-német levelező és ügyiratok gyűjteménye. A társadalmi érintkezésben, kereskedelmi, ipari és katonai ügyekben előforduló összes írásbeli minták foglalata. (Székesfehérvár, 1889)
- Jog-, kereskedelmi-isme és iparjog kérdések és feleletekben. Kereskedelmi iskolák számára. (Székesfehérvár, 1890)
- A nemzetgazdaság- és pénzügytan vezérfonala. Szakiskolák számára. (Székesfehérvár 1890)